# هيو بلاك
هيو بلاك (بالإنجليزية: Hugh Black)‏ هو كاتب أمريكي، ولد في 26 مارس 1868، وتوفي في 6 أبريل 1953.